# El Hadji Youssoupha Konate
El Hadji Youssoupha Konate, né le 6 mai 1994 à Dakar, est un footballeur sénégalais évoluant au poste de défenseur à l'IR Tanger.

## Biographie

### En club
Lors de la saison 2017-2018, il est vice-champion du championnat algérien avec le JS Saoura.
En août 2019, il signe un contrat de trois ans au sein du club de l'Ittihad de Tanger.